# Clasificación por puntos en el Giro de Italia
La clasificación por puntos al Giro de Italia fue instaurada el 1966, siendo una de las clasificaciones secundarias del Giro de Italia. Es una clasificación que no tiene en cuenta el tiempo, sino el lugar de llegada a meta.
De 1967 a 1969, el líder de la clasificación por puntos trajo un maillot rojo, pero a partir de 1970 el color distintivo del maillot fue el malva, siendo llamado maillot ciclamino. A partir del 2010 se recuperó el color rojo y se lo denominó maglia rosso passione.
En 2017, el Giro 100, volvió a ser la maglia ciclamino con el color de la flor que lleva dicho nombre.

## Reglamento
La maglia ciclamino se asigna al final de cada etapa para el corredor que haya acumulado más puntos en la meta final y en los esprints, que asignan menos puntos. En el pasado, 1989-2005, valían para el Intergiro.
A partir del 2016, los puntos obtenidos al final de cada etapa varían en función de la altitud de la etapa: una etapa apta para velocistas asigna más puntos que una etapa preferente para los escaladores (para favorecer en la conquista de la maglia azzurra). Las etapas, a excepción del tiempo de equipo que no se otorgan puntos, se dividen en cinco categorías (A, B, C, D, E).
Puntuación en el final de etapa
|                        |                        | 1.º | 2.º | 3.º | 4.º | 5.º | 6.º | 7.º | 8.º | 9.º | 10.º | 11.º | 12.º | 13.º | 14.º | 15.º |
| ---------------------- | ---------------------- | --- | --- | --- | --- | --- | --- | --- | --- | --- | ---- | ---- | ---- | ---- | ---- | ---- |
| Etapa llana            | etapa llana            | 50  | 35  | 25  | 18  | 14  | 12  | 10  | 8   | 7   | 6    | 5    | 4    | 3    | 2    | 1    |
| Etapa de media montaña | etapa de media montaña | 25  | 18  | 12  | 8   | 6   | 5   | 4   | 3   | 2   | 1    |      |      |      |      |      |
| Etapa de alta montaña  | etapa de alta montaña  | 15  | 12  | 9   | 7   | 6   | 5   | 4   | 3   | 2   | 1    |      |      |      |      |      |
| Contrarreloj           | prólogo/contrarreloj   | 15  | 12  | 9   | 7   | 6   | 5   | 4   | 3   | 2   | 1    |      |      |      |      |      |

Puntuación en los esprints intermedios
|                        |                        | 1.º | 2.º | 3.º | 4.º | 5.º | 6.º | 7.º | 8.º |
| ---------------------- | ---------------------- | --- | --- | --- | --- | --- | --- | --- | --- |
| Etapa llana            | etapa llana            | 20  | 12  | 8   | 6   | 4   | 3   | 2   | 1   |
| Etapa de media montaña | etapa de media montaña | 10  | 6   | 3   | 2   | 1   |     |     |     |
| Etapa de alta montaña  | etapa de alta montaña  | 8   | 4   | 1   |     |     |     |     |     |

## Palmarés
| Año              | Corredores               | Equipo                   | Puntos | Otras clasificaciones  |
| ---------------- | ------------------------ | ------------------------ | ------ | ---------------------- |
| 1966             | Gianni Motta             | Molteni                  | 228    | General                |
| Maglia rossa     |                          |                          |        |                        |
| 1967             | Dino Zandegù             | Salvarani                | 200    | -                      |
| 1968             | Eddy Merckx              | Faema                    | 198    | General Montaña        |
| Maglia ciclamino |                          |                          |        |                        |
| 1969             | Franco Bitossi           | Filotex                  | 182    | -                      |
| 1970             | Franco Bitossi           | Filotex                  | 252    | -                      |
| 1971             | Marino Basso             | Molteni                  | 181    | -                      |
| 1972             | Roger De Vlaeminck       | Dreher                   | 264    | -                      |
| 1973             | Eddy Merckx              | Molteni                  | 237    | General                |
| 1974             | Roger De Vlaeminck       | Brooklyn                 | 265    | -                      |
| 1975             | Roger De Vlaeminck       | Brooklyn                 | 346    | -                      |
| 1976             | Francesco Moser          | Sanson-Campagnolo        | 272    | -                      |
| 1977             | Francesco Moser          | Sanson-Campagnolo        | 226    | -                      |
| 1978             | Francesco Moser          | Sanson-Campagnolo        | 229    | -                      |
| 1979             | Giuseppe Saronni         | Scic                     | 275    | General                |
| 1980             | Giuseppe Saronni         | Gis Gelati               | 301    | -                      |
| 1981             | Giuseppe Saronni         | Gis Gelati               | 215    | -                      |
| 1982             | Francesco Moser          | Famcucine                | 247    | -                      |
| 1983             | Giuseppe Saronni         | Del Tongo-Colnago        | 223    | General                |
| 1984             | Urs Freuler              | Atala                    | 178    | -                      |
| 1985             | Johan van der Velde      | Vini Ricordi-Pinarello   | 195    | -                      |
| 1986             | Guido Bontempi           | Carrera Jeans            | 167    | -                      |
| 1987             | Johan van der Velde      | Gis Gelati               | 175    | -                      |
| 1988             | Johan van der Velde      | Gis Gelati               | 154    | -                      |
| 1989             | Giovanni Fidanza         | Chateau d'Ax             | 172    | -                      |
| 1990             | Gianni Bugno             | Chateau d'Ax             | 195    | General                |
| 1991             | Claudio Chiappucci       | Carrera Jeans            | 283    | -                      |
| 1992             | Mario Cipollini          | GB-MG Maglificio         | 236    | -                      |
| 1993             | Adriano Baffi            | Mercatone Uno            | 228    | -                      |
| 1994             | Djamolidine Abdoujaparov | Team Polti               | 202    | Intergiro              |
| 1995             | Tony Rominger            | Mapei-GB                 | 205    | General Intergiro      |
| 1996             | Fabrizio Guidi           | Scrigno-Blue Storm       | 235    | Intergiro              |
| 1997             | Mario Cipollini          | Saeco                    | 202    | -                      |
| 1998             | Mariano Piccoli          | Brescialat-Liquigas      | 194    | -                      |
| 1999             | Laurent Jalabert         | ONCE-Deutsche Bank       | 175    | -                      |
| 2000             | Dmitri Konyshev          | Fassa Bortolo            | 159    | -                      |
| 2001             | Massimo Strazzer         | Mobilvetta Design        | 177    | Intergiro Combatividad |
| 2002             | Mario Cipollini          | Acqua & Sapone           | 184    | -                      |
| 2003             | Gilberto Simoni          | Saeco Macchine per Caffè | 154    | General                |
| 2004             | Alessandro Petacchi      | Fassa Bortolo            | 250    | Combatividad           |
| 2005             | Paolo Bettini            | Quick Step-Innergetic    | 162    | -                      |
| 2006             | Paolo Bettini            | Quick Step-Innergetic    | 169    | Combatividad           |
| 2007             | Danilo Di Luca           | Liquigas-Bianchi         | 132    | General                |
| 2008             | Daniele Bennati          | Liquigas                 | 189    | -                      |
| 2009             | Denis Menchov            | Rabobank                 | 138    | General                |
| Maglia rossa     |                          |                          |        |                        |
| 2010             | Cadel Evans              | BMC Racing Team          | 150    | -                      |
| 2011             | Michele Scarponi         | Lampre-ISD               | 122    | General                |
| 2012             | Joaquim Rodríguez        | Katusha Team             | 139    | -                      |
| 2013             | Mark Cavendish           | Omega Pharma-Quickstep   | 158    | -                      |
| 2014             | Nacer Bouhanni           | FDJ                      | 291    | -                      |
| 2015             | Giacomo Nizzolo          | Trek Factory Racing      | 181    | -                      |
| 2016             | Giacomo Nizzolo          | Trek-Segafredo           | 209    | -                      |
| Maglia ciclamino |                          |                          |        |                        |
| 2017             | Fernando Gaviria         | Quick-Step Floors        | 325    | -                      |
| 2018             | Elia Viviani             | Quick-Step Floors        | 341    | -                      |
| 2019             | Pascal Ackermann         | Bora-Hansgrohe           | 226    | -                      |
| 2020             | Arnaud Démare            | Groupama-FDJ             | 233    | -                      |
| 2021             | Peter Sagan              | Bora-Hansgrohe           | 136    | -                      |
| 2022             | Arnaud Démare            | Groupama-FDJ             | 254    | -                      |
| 2023             | Jonathan Milan           | Team Bahrain Victorious  | 217    | -                      |
| 2024             | Jonathan Milan           | Lidl-Trek                | 352    | -                      |
| 2025             | Mads Pedersen            | Lidl-Trek                | 295    | -                      |

### Ciclistas con más victorias
| Ciclista            | Victorias | Años                   |
| ------------------- | --------- | ---------------------- |
| Francesco Moser     | 4         | 1976, 1977, 1978, 1982 |
| Giuseppe Saronni    | 4         | 1979, 1980, 1981, 1983 |
| Roger De Vlaeminck  | 3         | 1972, 1974, 1975       |
| Johan van der Velde | 3         | 1985, 1987, 1988       |
| Mario Cipollini     | 3         | 1992, 1997, 2002       |
| Eddy Merckx         | 2         | 1968, 1973             |
| Franco Bitossi      | 2         | 1969, 1970             |
| Paolo Bettini       | 2         | 2005, 2006             |
| Giacomo Nizzolo     | 2         | 2015, 2016             |
| Arnaud Démare       | 2         | 2020, 2022             |
| Jonathan Milan      | 2         | 2023, 2024             |

### Palmarés por país
| País         | Victorias | Último vencedor                 |
| ------------ | --------- | ------------------------------- |
| Italia       | 36        | Jonathan Milan (2024)           |
| Bélgica      | 5         | Roger de Vlaeminck (1975)       |
| Francia      | 4         | Arnaud Démare (2022)            |
| Países Bajos | 3         | Johan van der Velde (1988)      |
| Rusia        | 2         | Denís Menchov (2009)            |
| Suiza        | 2         | Tony Rominger (1995)            |
| Uzbekistán   | 1         | Djamolidine Abdoujaparov (1994) |
| Australia    | 1         | Cadel Evans (2010)              |
| España       | 1         | Joaquim Rodríguez (2012)        |
| Reino Unido  | 1         | Mark Cavendish (2013)           |
| Colombia     | 1         | Fernando Gaviria (2017)         |
| Alemania     | 1         | Pascal Ackermann (2019)         |
| Eslovaquia   | 1         | Peter Sagan (2021)              |
| Dinamarca    | 1         | Mads Pedersen (2025)            |

## Azzurri de Italia
Esta clasificación es similar a la clasificación por puntos. Atribuye los puntos a los tres primeros clasificados de cada etapa (4, 2 y 1 puntos). El líder de la clasificación no trae ningún maillot distintivo, pero tiene un premio final de 5.000 euros.

### Palmarés
| Año  | Ciclista            | Equipo                       | Puntos |
| ---- | ------------------- | ---------------------------- | ------ |
| 2001 | Mario Cipollini     | Saeco                        |        |
| 2002 | Mario Cipollini     | Acqua & Sapone-Cantina Tollo |        |
| 2003 | Gilberto Simoni     | Saeco                        |        |
| 2004 | Alessandro Petacchi | Fassa Bortolo                |        |
| 2005 | Alessandro Petacchi | Fassa Bortolo                |        |
| 2006 | Ivan Basso          | Team CSC                     |        |
| 2007 | Alessandro Petacchi | Team Milram                  |        |
| 2008 | Daniele Bennati     | Liquigas-Doimo               |        |
| 2009 | Danilo Di Luca      | LPR Brakes-Farnese Vini      |        |
| 2010 | Cadel Evans         | BMC                          | 11     |
| 2011 | José Rujano         | Androni Giocattoli           | 8      |
| 2012 | Mark Cavendish      | Team Sky                     | 14     |
| 2013 | Mark Cavendish      | Omega Pharma-Quickstep       | 20     |
| 2014 | Nacer Bouhanni      | FDJ                          | 14     |
| 2015 | Mikel Landa         | Astana Pro Team              | 10     |
| 2016 | Michele Scarponi    | Astana Pro Team              |        |
| 2017 | Fernando Gaviria    | Quick-Step Floors            | 18     |